# Telega

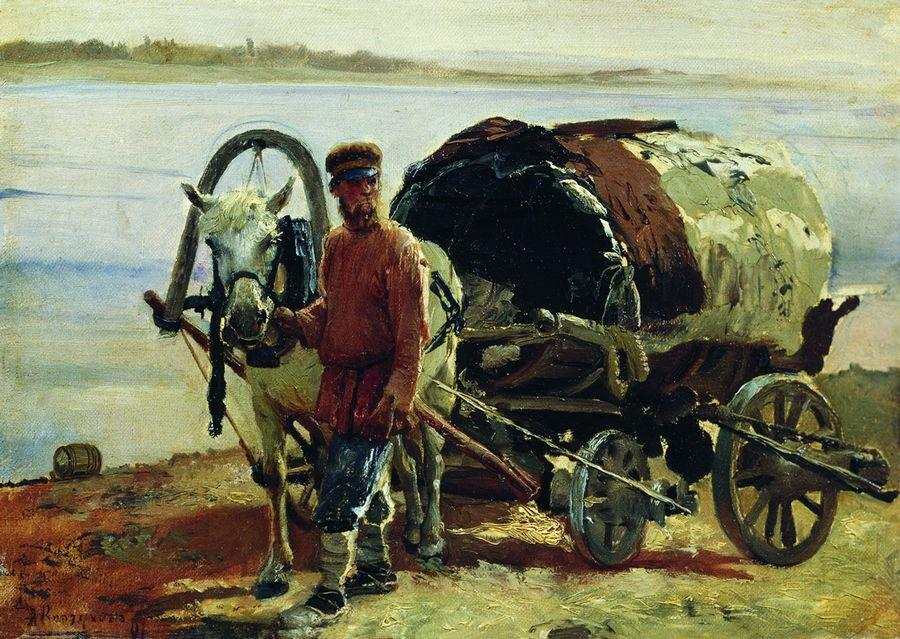
Alekséi Korzujin, Vozok, 1891.

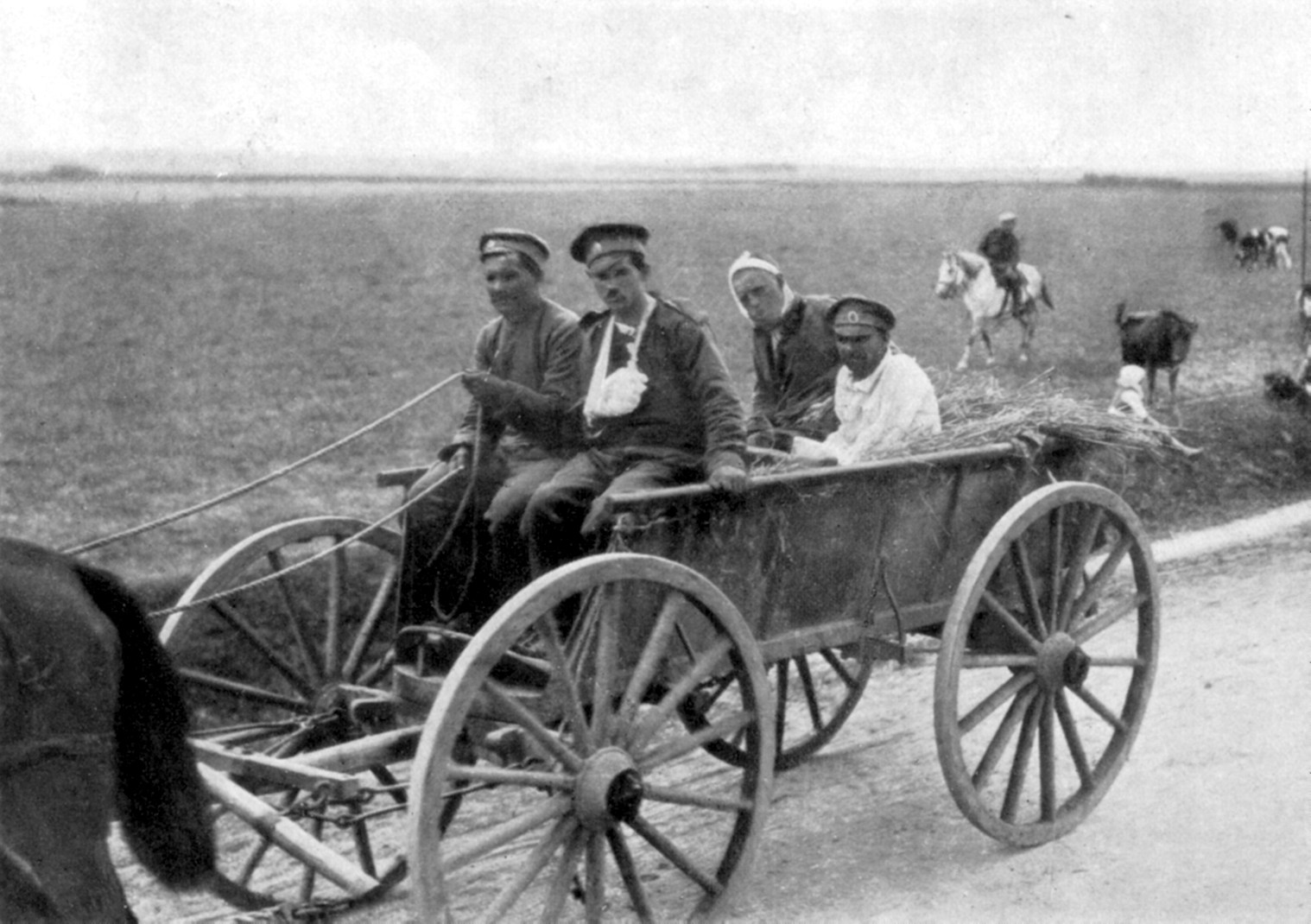
Transporte de heridos rusos en una telega, Primera Guerra Mundial, 1914.

Una telega (del ruso: Теле́га) es un carro de carga de cuatro ruedas típico de Rusia. En el sur del país es denominado "voz" (воз). Normalmente tiran de estas carretas caballos y más raramente mulos, bueyes o búfalos.
Tradicionalmente construidas totalmente de madera, las versiones modernas incorporan ruedas con neumáticos. Pueden llevar atalaje con lanza o pértiga. A pesar de su aspecto primitivo, su construcción es complicada y tiene multitud de detalles, por lo que a un carpintero rural con su ayudante podía llevarle un mes de trabajo.

## Características técnicas

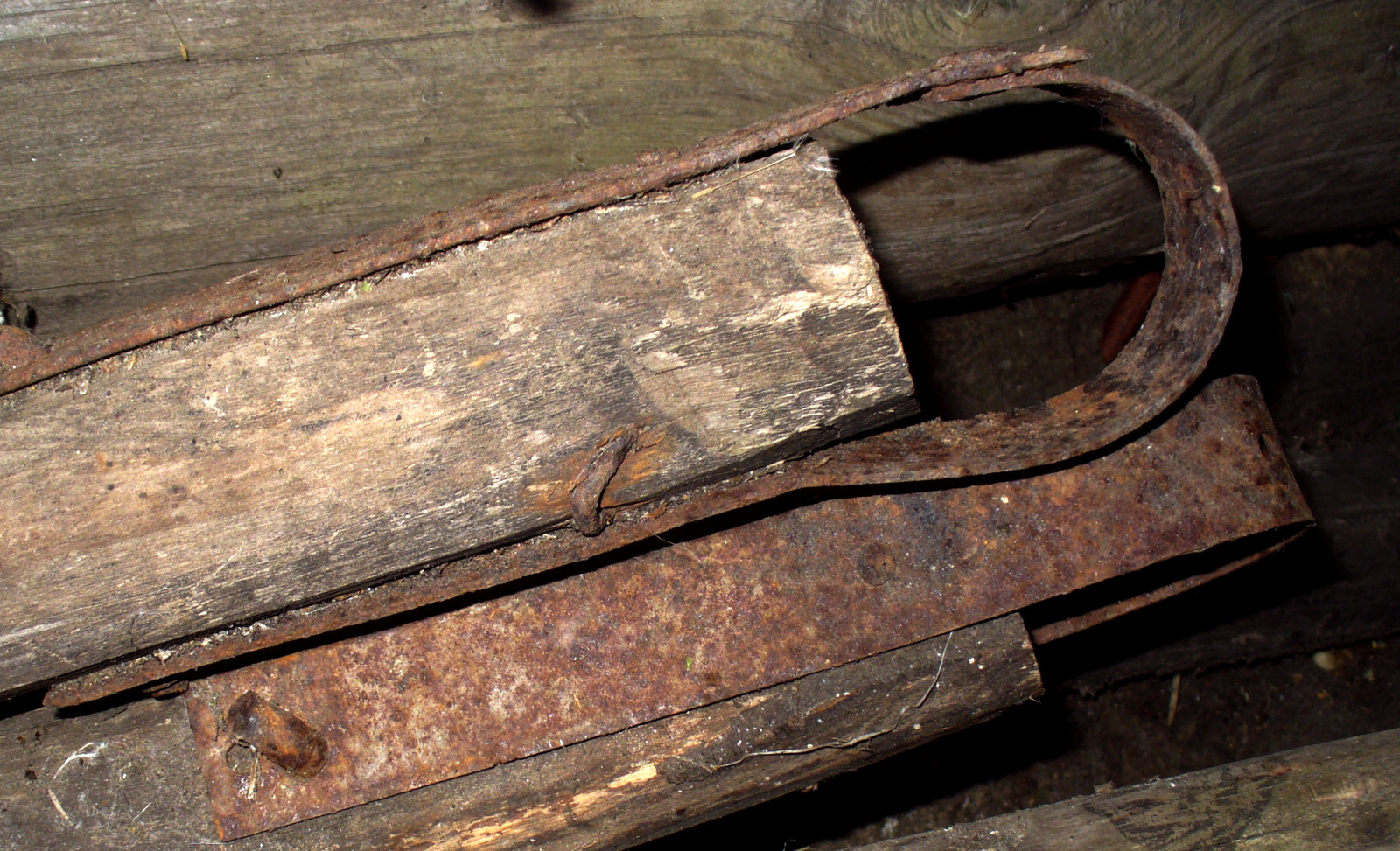
Pértiga o lanza de una telega, Bielorrusia.

La capacidad de carga usual de las telegas es de alrededor de 750 kg. El peso de la telega es de unos 250-300 kg, con unas dimensiones de 2.5x1.5 m. Habitualmente el diámetro de las ruedas delanteras es menor que el de las traseras (60-70 cm y 70-100 cm, respectivamente).
Las denominadas "telegas-percherones" (телеги-тяжёловозы) alcanzan una capacidad de carga de alrededor de 2 toneladas.

## Producción

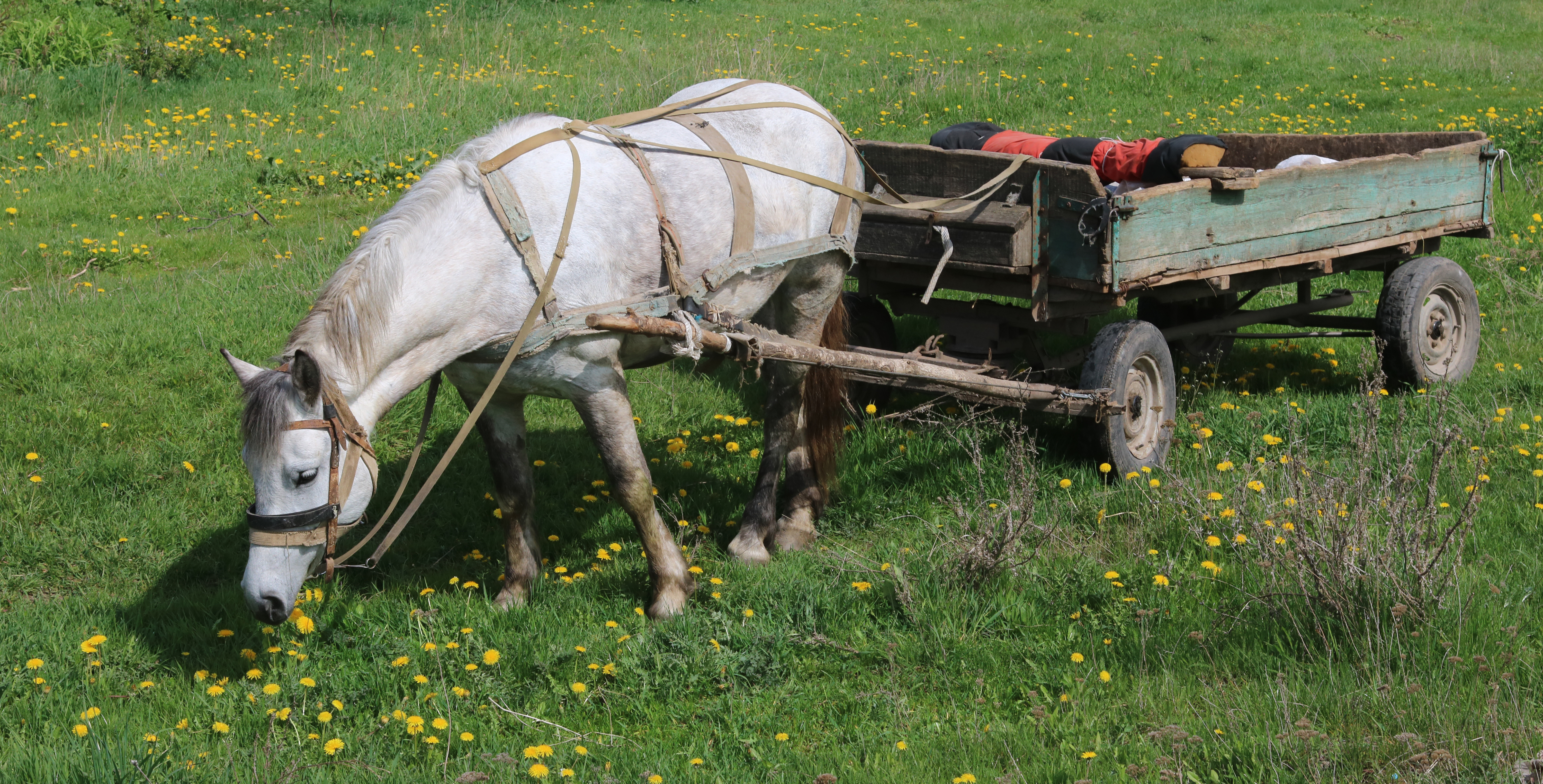
Telega moderna en Sosonka, Ucrania.

En la Unión Soviética existían doce fábricas dedicadas a la fabricación de telegas. La más grande era la fábrica Smena (Смена) de Borovichí, que en la década de 1980 producía hasta 2 000 telegas al mes, distribuidas por todo el país. Una telega de esta fábrica costaba 200 rublos, y una con ruedas neumáticas 450 rublos. En Rusia, los elementos de transporte de carga por arrastre como las telegas o los trineos, se producen en fábricas situadas en: Yelnia (óblast de Smolensk), Dmítriev-Lgovski (óblast de Kursk), Marinski-Posad (Chuvasia), Serdobsk (óblast de Penza), Tara (óblast de Omsk) y Pochep (óblast de Briansk).

## Telega en la literatura
La telega aparece mencionada por primera vez en el Cantar de las huestes de Ígor (finales del siglo XII).
En 1823, Pushkin escribió el poema "La telega de la vida" (Телега жизни).
La telega es uno de los medios de transporte que utiliza Miguel Strogoff en la novela homónima de Julio Verne.

## Telega en la actualidad
La fabricación de telegas no se ha detenido en los tiempos actuales, pues además de construirse para su fin tradicional de carga, se usan como elementos decorativos o como maquinaria comercial.

## En Armenia
En las zonas de llanura de Armenia (Llanura del Ararat, Shirak, Geghark'unik', Lorri, Syunik'), las telegas de cuatro ruedas son conocidas como rusi sel (en armenio: ռուսի սել, "telega rusa"). Este hecho esta vinculado con la inmigración de colonos rusos y ucranianos (en su mayoría dujobory y molokanes), que trajeron consigo este vehículo.